# Plessis-Barbuise
Plessis-Barbuise är en kommun i departementet Aube i regionen Grand Est (tidigare regionen Champagne-Ardenne) i nordöstra Frankrike. Kommunen ligger  i kantonen Villenauxe-la-Grande som ligger i arrondissementet Nogent-sur-Seine. År 2022 hade Plessis-Barbuise 183 invånare.

## Befolkningsutveckling
Antalet invånare i kommunen Plessis-Barbuise
Referens: INSEE